# Russell Crowe
Pour les articles homonymes, voir Crowe.
Russell Crowe /ˈɹʌsəl kɹoʊ/ est un acteur, réalisateur, producteur de cinéma et musicien néo-zélandais, né le 7 avril 1964 à Wellington.
Après avoir commencé sa carrière en Australie, il la poursuit aux États-Unis avec le polar L.A. Confidential (1997), de Curtis Hanson et surtout Révélations (1999), de Michael Mann, qui lui vaut une nomination à l'Oscar du meilleur acteur. Il remporte la statuette l'année suivante pour sa performance dans le peplum Gladiator (2000), qui marque aussi le retour du réalisateur Ridley Scott. Il confirme dans un registre plus réaliste l'année suivante en incarnant le mathématicien John Forbes Nash Jr. dans le biopic Un homme d'exception (2001), de Ron Howard, qui lui vaut une nouvelle nomination à l'Oscar du meilleur acteur, puis dans Master and Commander : De l'autre côté du monde (2003), de Peter Weir.
Par la suite, il retrouve Ridley Scott pour la comédie dramatique Une grande année (2006), le polar American Gangster (2007), le thriller géopolitique Mensonges d'État (2007) et enfin le film d'aventures Robin des Bois (2010) ; puis Ron Howard pour un nouveau biopic, le drame sportif De l'ombre à la lumière (2005).

## Biographie

### Jeunesse et formation
Russell Crowe est né à Wellington, en Nouvelle-Zélande. Il est le fils de Jocelyn Yvonne (née Wemyss) et John Alexander Crowe. Il a un frère, Terry. Il a des ancêtres maoris, anglais, irlandais, gallois, allemands, norvégiens, écossais, suédois, italiens. Il a quatre ans lorsque sa famille emménage en Australie, à Sydney. Il débute à la télévision australienne grâce à la série Spyforce.
L'année de ses quatorze ans, sa famille retourne vivre en Nouvelle-Zélande. À seize ans, il quitte ses études pour poursuivre son ambition de devenir un acteur.

### Carrière

#### Années 1990: Débuts et révélation
Le premier pas vers la reconnaissance critique est marqué par son apparition dans The Crossing, un drame sur l'amitié, la loyauté qui en découle et les relations amoureuses. En effet, pour son premier rôle principal il incarne Johnny, dont le meilleur ami Sam décide de partir en ville pour sa carrière professionnelle, laissant derrière lui Meg, la femme qu'il aime. Cette dernière va alors peu à peu se rapprocher de Johnny qui se laisse tenter par le charme de Meg. Lorsque Sam réapparaît, Johnny est tiraillé entre son ami et la femme dont il est tombé amoureux, remettant en question tout son environnement affectif. La critique encense le film et Russell Crowe est nommé pour l'« Oscar » australien du meilleur acteur et le tournage aura permis au comédien de rencontrer Danielle Spencer, sa future épouse. L'année suivante, Russell Crowe décroche l'Oscar australien du meilleur second rôle pour sa performance dans le métrage Proof où il incarne Andy, un jeune plongeur d'un restaurant que fréquente Martin (interprété par Hugo Weaving), jeune photographe aveugle de naissance avec lequel il va se lier d'amitié. Néanmoins cette rencontre est bouleversée par la jalousie extrême de Célia.
Enfin en 1992, bien avant American History X, on retrouve un Russell Crowe crâne rasé leader d'un groupe de skinheads néonazis ciblant leurs brimades sur la population vietnamienne de Melbourne dans le Romper Stomper de Geoffrey Wright. Parallèlement à leurs expéditions punitives le groupe d'extrémistes est rejoint par une jolie jeune femme que va rapidement séduire Hando, le personnage de Russell Crowe. Davey, le second de Hando, est également sensible à la nouvelle venue et lorsque cette dernière montre des signes d'impureté aux yeux du groupe à la suite de ses crises d'épilepsie, l'opposition entre le chef et son lieutenant semble inévitable. Ici point de rédemption, Russell Crowe incarne un personnage sauvage, ancré dans ses idées, que rien n'arrête, tout simplement étonnant de froideur et de haine. L'Australian Film Award du meilleur acteur est amplement mérité pour cette composition qui lui ouvre définitivement les portes de Hollywood.
Grâce à ce rôle, il est repéré en 1994 par Sharon Stone qui le choisit pour partenaire dans Mort ou vif de Sam Raimi, aux côtés de Leonardo DiCaprio et de Gene Hackman. Deux ans plus tard, il se fait véritablement connaître pour son rôle dans L.A. Confidential aux côtés de Kevin Spacey.
En 1999, il poursuit dans une veine noire et adulte en étant dirigé par Michael Mann dans le thriller Révélations, dont il partage l'affiche avec Al Pacino. Il prend plusieurs kilos pour le rôle, et livre une performance tourmentée, saluée par la critique, et par sa première nomination à l'Oscar du meilleur acteur.
Il s'apprête pourtant à enchaîner avec le rôle qui va marquer le plus grand tournant de sa carrière.

#### Années 2000: Consécration

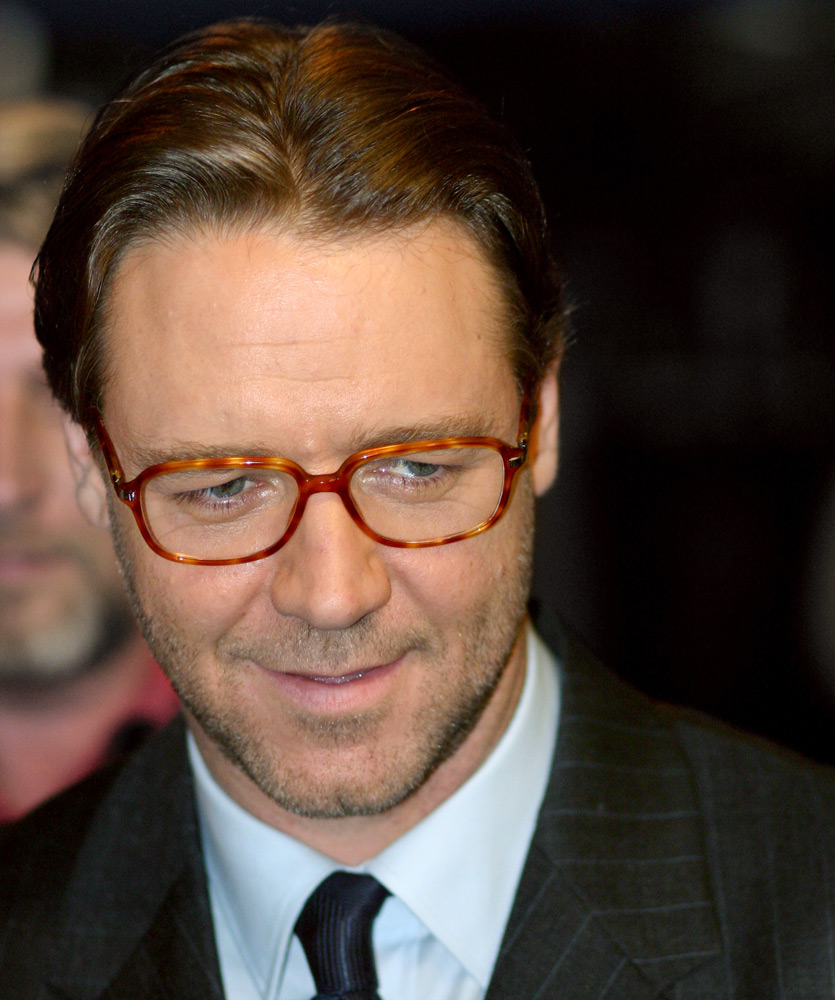
En octobre 2005, sur le tournage de Une grande année.

Le tournage de Gladiator n'est certainement pas l'expérience la plus reposante qu'ait vécue l'acteur dans sa carrière, mais elle fit de lui une star internationale et un acteur rentable à Hollywood. Pourtant au départ, lorsque Ridley Scott élabore son casting, il pense à Mel Gibson, déjà rattaché au tournage de The Patriot. Ce dernier, qui connaît bien Russell Crowe, glisse son nom à Ridley Scott qui finit par suivre son conseil à la suite du visionnage de ses films les plus marquants.
Maintenant que Maximus est trouvé, le tournage peut débuter. Néanmoins les problèmes s'enchaînent et les retards s'accumulent. Les prises de vue ont commencé en Angleterre mais le scénario n'est pas terminé. Russell Crowe s'agace d'être obligé d'apprendre ses répliques au compte-gouttes, et de voir défiler sous ses yeux les versions du scénario. Au départ, Maximus devait retrouver sa famille vivante lors de l'épilogue, ensuite il s'agissait d'une histoire de vengeance où le général devenait le protecteur de Rome. Il aura donc fallu plusieurs versions avant qu'on en arrive à celle qui a été imprimée sur la pellicule et qui a bien plus de force et d'impact que ce qui avait été envisagé au départ. En dehors des réécritures intensives, le décès du comédien Oliver Reed, qui incarnait Proximo (le propriétaire des gladiateurs), soumit Ridley Scott à un véritable casse-tête pour mettre en boîte la dernière scène où il était censé apparaître.
En mai 2000, le film sort en salle, bénéficiant d'un budget atteignant les 100 millions de dollars avec les frais de promotion et traitant d'un genre disparu depuis plus de trente ans à Hollywood, ce qui en fait une affaire risquée. Pourtant, à la surprise générale Gladiator rapporte près de 200 millions de dollars aux États-Unis et plus de 450 à travers le monde. En février 2001, Russell Crowe décroche l'Oscar du meilleur acteur, qui lui avait échappé l'année précédente, et Gladiator obtient l'Oscar du meilleur film.
En fin d'année, le succès bien plus relatif du modeste thriller d'action, L'Échange, de Taylor Hackford, fait davantage parler de lui pour la relation sentimentale de l'acteur avec sa partenaire à l'écran, Meg Ryan.
En 2001, il enchaîne avec un autre rôle majeur : celui de John Nash Jr. dans le biopic Un homme d'exception, de Ron Howard. Sa performance habitée lui vaut de nouveaux une poignée de nominations et récompenses.
L'année 2003 est marquée par la sortie de Master and Commander : De l'autre côté du monde, une ambitieuse fresque maritime naturaliste, qui lui permet de retrouver Paul Bettany, et de tourner sous la direction d'un compatriote, l'acclamé cinéaste Peter Weir. Le film déçoit commercialement, mais reçoit un accueil critique extrêmement positif.

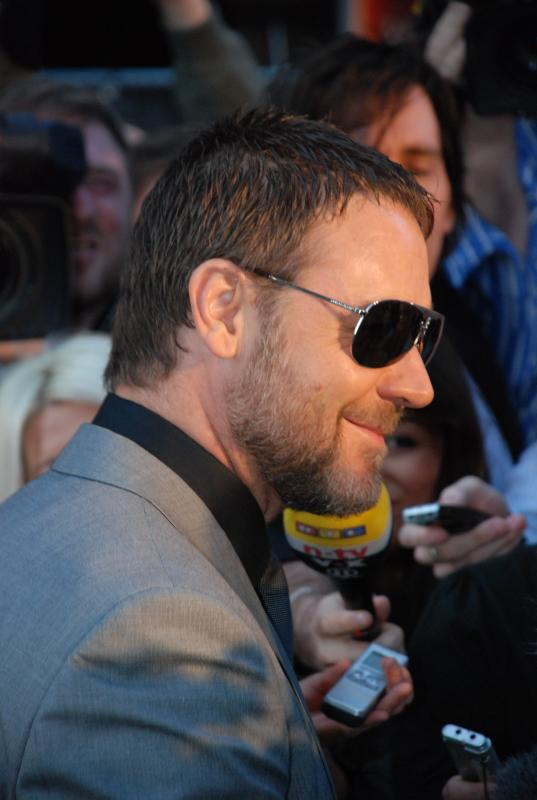
Russell Crowe à la première du film Jeux de pouvoir à Londres en avril 2009.

La suite de la décennie est marquée par quelques films de bonne facture. Il retrouve d'abord Ron Howard pour un autre biopic, le drame De l'ombre à la lumière, qui parvient à réitérer le succès critique de leur précédente collaboration, avec une poignée de nominations aux Oscars en 2005.
Puis tourne coup sur coup une poignée de films avec Ridley Scott, alternant le bon et le moins bon dans des genres très différents : en 2006 la comédie dramatique champêtre Une grande année ; en 2007, le polar American Gangster, avec Denzel Washington ; en 2008, le thriller géopolitique Mensonges d'État, avec Leonardo DiCaprio ; et enfin la fresque historique Robin des Bois, où il prête ses traits au héros éponyme. Le long-métrage est projeté pour l'ouverture du festival de Cannes 2010, mais déçoit la critique. Le box-office est lui aussi en deçà des attentes du studio.
En 2007, il se distingue aussi dans le western 3 h 10 pour Yuma, mis en scène par James Mangold, dont il partage l'affiche avec Christian Bale ; et en 2009 donne la réplique à Ben Affleck dans le thriller politique britannique Jeux de pouvoir, de Kevin Macdonald.
Le 12 avril 2010, l'acteur reçoit la 2 404e étoile sur le célèbre Hollywood Walk of Fame. Il est entouré de son épouse Danielle, du producteur oscarisé Brian Grazer, du réalisateur Ron Howard et du présentateur Jay Leno.

#### Années 2010: échecs et diversification

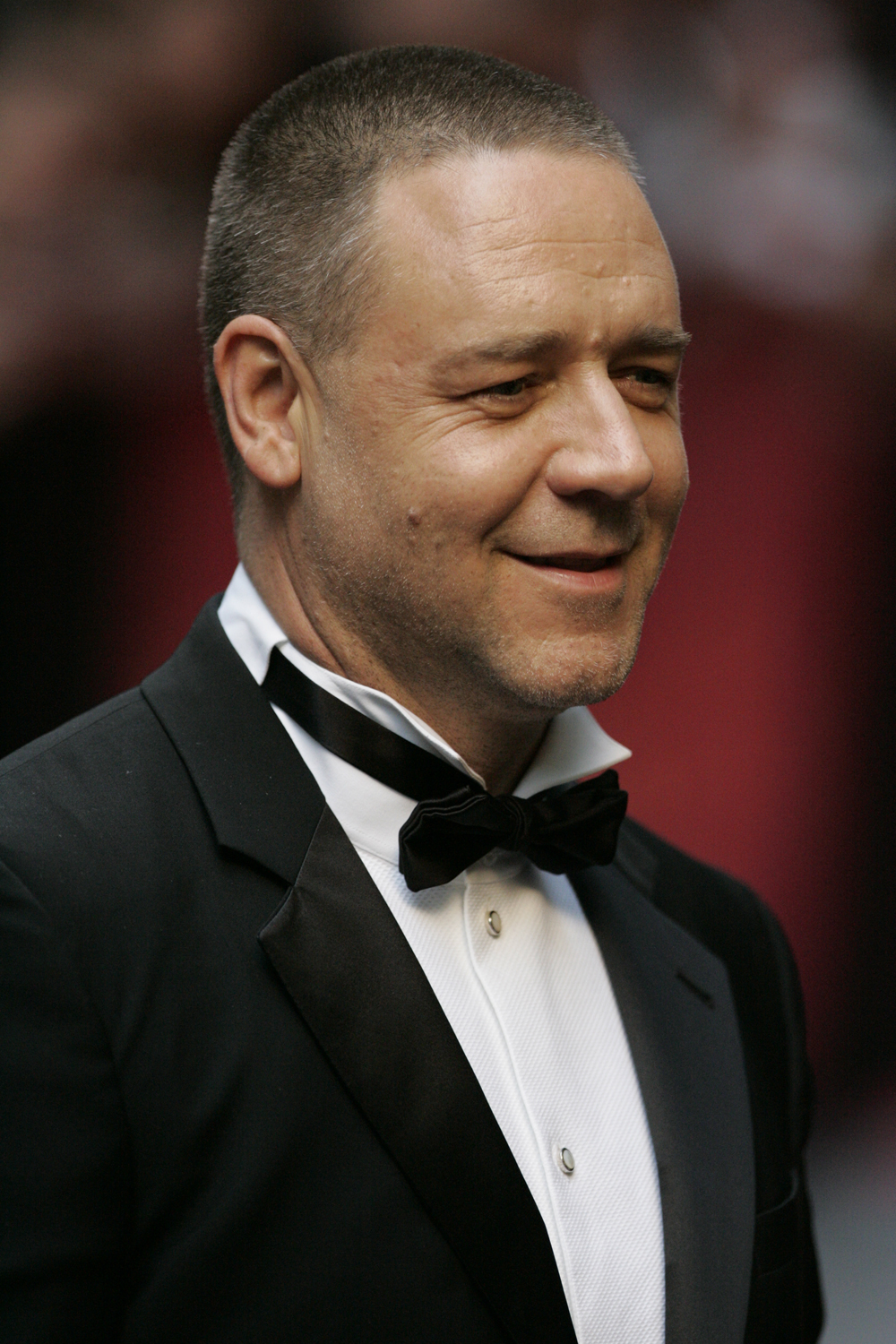
En décembre 2012, à la première des Misérables.

En 2012, il prête ses traits à Javert, dans la comédie musicale Les Misérables, de Tom Hooper, qui lui permet d'évoluer aux côtés de Hugh Jackman, Anne Hathaway, Amanda Seyfried et Eddie Redmayne. Sa performance est néanmoins décriée, et l'acteur admettra n'avoir pas été assez préparé. Le film est par contre un grand succès commercial.
En 2013, il partage l'affiche du polar Broken City avec les stars Mark Wahlberg et Catherine Zeta-Jones. Cependant, le film est un échec critique et commercial. La même année, il prête ses traits à Jor-El, le père biologique de Superman dans le film Man of Steel, l'épisode reboot de la franchise Superman. Il a été choisi par Zack Snyder et Christopher Nolan pour ainsi succéder à Marlon Brando, dans le Superman de Richard Donner.
L'année 2014 est marquée par la sortie de trois films, notamment la romance fantastique Un amour d'hiver, réalisée par Akiva Goldsman (le scénariste d'Un homme d'exception), et portée par Colin Farrell, qui est un flop critique et commercial. Le biopic Noé, projet personnel de Darren Aronofsky, qui lui permet de retrouver Jennifer Connelly comme épouse à l'écran, divise la critique.
Il fait aussi ses débuts de réalisateur (après deux expériences dans le registre du documentaire) avec la fresque historique La Promesse d'une vie. Un film racontant l'histoire d'un fermier, qu'il interprète lui-même, à la recherche de ses fils disparus durant la Première Guerre mondiale, lors de la bataille des Dardanelles. Les critiques sont positives mais le film ne rembourse pas son budget.
En 2015, la comédie dramatique Fathers and Daughters, écrite et réalisée par l'italien Gabriele Muccino est un échec critique et commercial.
En 2016, il s'aventure pour la première fois dans le registre de la comédie, en incarnant l'un des deux héros de The Nice Guys, film d'action écrit et réalisé par Shane Black. Il évolue aux côtés d'un Ryan Gosling également à contre-emploi.
En 2017, il campe le personnage du Dr Jekyll et de son opposé, Mr Hyde, aux côtés de Tom Cruise, dans le film La Momie mais celui-ci reçoit globalement de mauvaises critiques.
En 2018, il est à l'affiche du film Boy Erased, adaptation de l'histoire vraie de Garrard Conley qui, à dix-neuf ans, s'est vu contraint de suivre une thérapie de conversion censée le rendre hétérosexuel.

#### Années 2020: Passage à la télévision
En 2020, il joue le rôle de Roger Ailes dans la minisérie The Loudest Voice dans laquelle il tient le premier rôle aux côtés de Seth MacFarlane, Naomi Watts, Sienna Miller et également Annabelle Wallis, qu'il retrouve après La Momie. Sa performance lui vaudra un Golden Globe du meilleur acteur dans une mini-série ou un téléfilm.
Mais il revient au cinéma dans le film Enragé de Derrick Borte dans lequel il joue le rôle d'un psychopathe terrifiant et violent.
En 2022, il entre dans l'Univers cinématographique Marvel en incarnant le rôle de Zeus dans le film Thor: Love and Thunder face à Chris Hemsworth, Natalie Portman et Christian Bale.
En 2023, il joue à nouveau dans un film Marvel mais cette fois-ci dans le film Kraven le Chasseur face à Aaron Taylor-Johnson. Il sera également à l'affiche du film d'horreur historique L'Exorciste du Vatican de Julius Avery.

### Vie privée

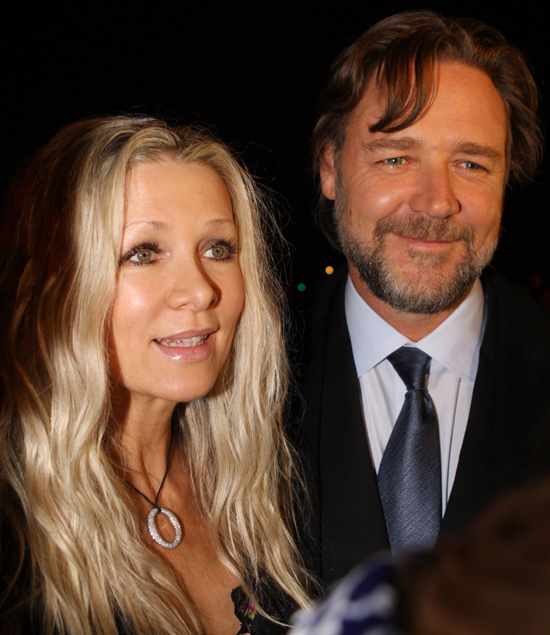
Russell Crowe avec sa femme Danielle Spencer, en septembre 2011.

Russell Crowe a entretenu une relation avec l'actrice Meg Ryan, alors mariée à Dennis Quaid. Ils se sépareront en 2001, après un an de liaison. De 2003 à 2012, il est marié à Danielle Spencer, une chanteuse australienne rencontrée sur le tournage de The Crossing, avec qui il a eu deux fils (Charles, né le 21 décembre 2003, et Tennyson, né le 7 juillet 2006).
Russell Crowe est fidèle en amitié et, à l'occasion, propose aux réalisateurs le nom d'un ami pour interpréter l'un de ses protagonistes. Ce fut le cas en 2003, dans Master and Commander : De l'autre côté du monde, de Peter Weir. Le Dr Stephen Maturin est ainsi incarné par Paul Bettany. En 2010, Ridley Scott lui doit Alan Doyle pour interpréter le ménestrel Allan-a-Dale, dans Robin des Bois, ainsi que Kevin Durand et Scott Grimes pour compléter la bande des Joyeux Compagnons.
Dès les années 80, Russell Crowe joue de la musique notamment avec le groupe Roman Antix. En 1992, il crée le groupe 30 Odd Foot of Grunts (diminutif : Tofog), qui connut quelques changements en 2005, notamment avec l'arrivée d'Alan Doyle, et s'appela ensuite The Ordinary Fear of God (gardant ainsi les mêmes initiales). Russell et Alan sortent l'album The Crowe/Doyle songbook Vol. III en 2011, pour lequel Danielle Spencer participe à plusieurs chansons. Sort ensuite The Musical en 2017 sous le nom Indoor Garden Party, collectif incluant les deux artistes ainsi que les acteurs et amis de longue date Scott Grimes et Kevin Durand, rencontrés sur le tournage de Mystery, Alaska, Samantha Barks qui jouait Éponine dans Les Misérables, et Carl Falk. En juin 2019, le collectif se réunit pour enregistrer un nouvel album, pour lequel la chanteuse britannique Lorraine O'Reilly participe également après avoir remplacé Samantha Barks sur scène en 2017.
Il est propriétaire d'une ferme de 226 hectares située au nord-ouest de Sydney, en Australie, mais également du célèbre club de rugby à XIII South Sydney Rabbitohs. Son attachement à ce sport est tel qu'une de ses citations est reprise par les « médias treizistes » et figure dans la préface d'un livre consacré au rugby à XIII. 
En octobre 2022, il se présente au tapis rouge du Festival international du film de Rome pour la première fois avec sa nouvelle compagne, Britney Theriot.

## Filmographie

### Cinéma

#### En tant qu'acteur

##### Années 1990
- 1990 : Frères de sang de Stephen Wallace : Lt. Jack Corbett
- 1990 : The Crossing de George Ogilvie : Johnny Ryan
- 1991 : Proof de Jocelyn Moorhouse : Andy
- 1992 : Spotswood de Mark Joffe : Kim Barry
- 1992 : Romper Stomper de Geoffrey Wright : Hando
- 1993 : Hammers Over the Anvil de Ann Turner : East Driscoll
- 1993 : Un Temps pour aimer (For the moment) de Aaron Kim Johnston : Lachlan Currie
- 1993 : Love in Limbo de David Elfick : Arthur Baskin
- 1993 : L'Étalon d'argent (The Silver Brumby) de John Tatoulis : L'homme (Egan)
- 1994 : The Sum of Us de Geoff Burton et Kevin Dowling : Jeff Mitchell
- 1995 : Mort ou vif (The Quick and the Dead) de Sam Raimi : Cort
- 1995 : FBI, un homme à abattre (No Way Back) de Frank A. Cappello : Agent Zack Grant
- 1995 : Programmé pour tuer (Virtuosity) de Brett Leonard : SID 6.7
- 1995 : Miss Shumway jette un sort (Rough Magic) de Clare Peploe : Alex Ross
- 1997 : L.A. Confidential de Curtis Hanson : Officier Wendell "Bud" White
- 1997 : Heaven's Burning de Craig Lahiff : Colin O'Brien
- 1997 : Breaking Up de Robert Greenwald : Steve
- 1999 : Mystery, Alaska de Jay Roach : Sheriff John Biebe
- 1999 : Révélations (The Insider) de Michael Mann : le docteur Jeffrey Wigand

##### Années 2000
- 2000 : Gladiator de Ridley Scott : Maximus Decimus Meridius
- 2000 : L'Échange (Proof of life) de Taylor Hackford : Terry Thorne
- 2001 : Un homme d'exception (A Beautiful Mind) de Ron Howard : John Forbes Nash Jr
- 2003 : Master and Commander : De l'autre côté du monde (Master and Commander: The Far Side of the World) de Peter Weir : Capitaine Jack Aubrey
- 2005 : De l'ombre à la lumière (Cinderella Man) de Ron Howard : Jim Braddock
- 2006 : Une grande année (A Good Year) de Ridley Scott : Max Skinner
- 2007 : 3 h 10 pour Yuma (3:10 to Yuma) de James Mangold : Ben Wade
- 2007 : American Gangster de Ridley Scott : Inspecteur Richie Roberts
- 2008 : Mensonges d'État (Body of Lies) de Ridley Scott : Ed Hoffman
- 2009 : Jeux de pouvoir (State of play) de Kevin Macdonald : Cal McAffrey
- 2009 : Traqués (Tenderness) de John Polson : Lieutenant Cristofuoro

##### Années 2010
- 2010 : Robin des Bois de Ridley Scott : Robin des Bois
- 2010 : Les Trois Prochains Jours (The Next Three Days) de Paul Haggis : John Brennan
- 2012 : L'Homme aux poings de fer (The Man with the Iron Fists) de RZA : Jack Knife
- 2012 : Les Misérables de Tom Hooper : inspecteur Javert
- 2013 : Man of Steel de Zack Snyder : Jor-El
- 2013 : Broken City d'Allen Hughes : Nicholas Hostetler
- 2014 : Un amour d'hiver (Winter's Tale) d'Akiva Goldsman : Pearly Soames
- 2014 : Noé (Noah) de Darren Aronofsky : Noé
- 2015 : La Promesse d'une vie (The Water Diviner) de lui-même : Connor
- 2015 : Père et Fille (Fathers and Daughters) de Gabriele Muccino : Jake Davis
- 2016 : The Nice Guys de Shane Black : Jackson Healy
- 2017 : La Momie (The Mummy) d'Alex Kurtzman : Dr. Henry Jekyll
- 2017 : War Machine de David Michôd : Général Bob White (non crédité)
- 2019 : Boy Erased de Joel Edgerton : Marshall Eamons
- 2019 : Le Gang Kelly (True History of the Kelly Gang) de Justin Kurzel : Harry Power

##### Années 2020
- 2020 : Enragé (Unhinged) de Derrick Borte : Tom Cooper
- 2021 : Zack Snyder's Justice League de Zack Snyder: Jor-El (voix)
- 2022 : Le Combattant (Prizefighter) de Daniel Graham : Jack Slack
- 2022 : Thor: Love and Thunder de Taika Waititi : Zeus
- 2022 : The Greatest Beer Run Ever de Peter Farrelly : Coates
- 2022 : Poker Face de lui-même : Jake Foley
- 2023 : L'Exorciste du Vatican (The Pope's Exorcist) de Julius Avery : le père Gabriele Amorth
- 2024 : Sleeping Dogs d'Adam Cooper : Roy Freeman
- 2024 : Land of Bad de William Eubank : Reaper
- 2024 : The Exorcism de Joshua John Miller et M. A. Fortin : Anthony Miller
- 2024 : Kraven the Hunter de J. C. Chandor : Nikolaï Kravinoff
- 2025 : Nuremberg de James Vanderbilt : Hermann Göring

#### Comme réalisateur
- 2003 : Texas (documentaire - concert)
- 2003 : 60 Odd hours in Italy (documentaire)
- 2014 : La Promesse d'une vie (The Water Diviner)
- 2022 : Poker Face

#### Comme producteur
- 2003 : Texas (documentaire - concert)
- 2010 : Robin des Bois (coproducteur notamment avec Ridley Scott)

### Télévision
- 1971 : Spyforce (Série TV) : Un orphelin
- 1977 : Jeunes docteurs (The Young Doctors) (Série TV) : Russell
- 1985 : Riptide saison 2 épisode 21.
- 1987 : Les voisins (Neighbours) de Reg Watson (Série TV) : Kenny Larkin
- 1987 : Rafferty's Rules (Série TV) : Bobby Jarvis
- 1988 : Living with the Law (Série TV) : Gary harding
- 1991 : Acropolis Now (Série TV) : Danny O'Brian
- 1991 : Brides of Christ de Ken Cameron (Série TV) : Dominic Maloney
- 1992 : Sydney Police (Police Rescue) (Série TV) : Constable Tom Young
- 1992 : The Late Show (Série TV) : Shirty
- 2009 : Secret Millionaire (Série TV) : Le narrateur
- 2012 : Republic of Doyle (Série TV) : Boyd Kelley
- 2019 : The Loudest Voice (Série TV) : Roger Alles

## Distinctions

### Nominations et Récompenses

#### Oscars
- 2000 : Nomination à l'Oscar du meilleur acteur dans Révélations
- 2001 : Oscar du meilleur acteur dans Gladiator
- 2002 : Nomination à l'Oscar du meilleur acteur dans Un homme d'exception

#### Golden Globes
- 2000 : Nomination au Golden Globe du meilleur acteur dans un film dramatique dans Révélations
- 2001 : Nomination au Golden Globe du meilleur acteur dans un film dramatique dans Gladiator
- 2002 : Golden Globe du meilleur acteur dans un film dramatique dans Un homme d'exception
- 2004 : Nomination au Golden Globe du meilleur acteur dans un film dramatique dans Master and Commander : De l'autre côté du monde
- 2006 : Nomination au Golden Globe du meilleur acteur dans un film dramatique dans De l'ombre à la lumière
- 2020 : Golden Globe du meilleur acteur dans une mini-série ou un téléfilm pour The Loudest Voice

#### BAFTA Awards
- 1999 : Nomination au BAFTA du meilleur acteur dans Révélations
- 2000 : Nomination au BAFTA du meilleur acteur dans Gladiator
- 2001 : BAFTA du meilleur acteur dans Un homme d'exception

#### AFI
- 1990 : Meilleur acteur dans The Crossing
- 1991 : Meilleur acteur dans Proof
- 1992 : Meilleur acteur dans Romper Stomper
- 2009 : Meilleur acteur dans un film étranger dans Jeux de pouvoir

## Voix francophones
En version française, Emmanuel Jacomy est la voix régulière de Russell Crowe depuis L.A. Confidential (1997). Il le double notamment dans Un homme d'exception, Mensonges d'État, Man of Steel et The Nice Guys. Marc Alfos, avant son décès le 3 août 2012 l'a doublé dans 9 films dans notamment Gladiator, Master and Commander : De l'autre côté du monde, 3 h 10 pour Yuma, American Gangster et Robin des Bois. Quant à Patrick Béthune, il l'a doublé à sept reprises avant son décès en novembre 2017, dans notamment Jeux de pouvoir, Les Misérables, Broken City, Noé et La Momie. Philippe Vincent l'a également occasionnellement doublé à deux reprises dans Mort ou vif  et Une grande année.
À titre exceptionnel, il a aussi été doublé par Julien Kramer pour Romper Stomper, Philippe Dumond pour L'Étalon d'argent, Joël Zaffarano pour Programmé pour tuer et Bernard Gabay dans Miss Shumway jette un sort.
En version québécoise, Pierre Auger est la voix de Russell Crowe dans presque tous ses films depuis The Sum of Us et dans notamment L.A. Confidential, 3 h 10 pour Yuma, Man of Steel et The Nice Guys. Jean-Luc Montminy l'a doublé dans Mort ou vif.
- Versions françaises :
  - Emmanuel Jacomy dans L.A. Confidential, Un homme d'exception , Mensonges d'État, Man of Steel, The Nice Guys, Enragé, etc.
  - Marc Alfos dans Gladiator, Master and Commander : De l'autre côté du monde, 3h10 pour Yuma, American Gangster, Robin des Bois, Les Trois Prochains Jours, etc.
  - Patrick Béthune dans Jeux de pouvoir, L'Homme aux poings de fer, Broken City, Noé, La Momie, etc.

- Versions québécoises :
  - Pierre Auger dans L.A. Confidential, Mensonges d'État, Man of Steel, The Nice Guys, Enragé, etc.